# 성균관 대성전 은행나무
성균관 대성전 은행나무(成均館 大成殿 銀杏나무)는 서울특별시 종로구에 있는 조선시대의 은행나무이다. 2014년 5월 1일 서울특별시의 기념물 제37호로 지정되었다.

## 지정사유
수령 측정 결과, 두 그루 모두 450±50년의 노거수로 수형이 아름답고, 승정원일기, 신증동국여지승람 등 역사적 기록에도 그 식재 시기와 보존상태 등과 관련된 내용이 확인되고 있으며 일부 외과수술은 이루어졌으나 원형이 크게 변형되지 않았으므로 서울특별시 기념물로 지정하여 보존할 가치가 있다.

## 조사 보고서
서울특별시 기념물 제37호로 지정되는 <성균관 대성전 은행나무> 두 그루는 사적 제143호 <서울 문묘와 성균관> 내의 대성전(大成殿) 앞뜰이자 신삼문(神三門)의 동쪽과 서쪽에 위치하고 있다.
공자가 제자들을 가르쳤다고 전해지는 행단(杏壇)이 중국 산동성(山東省) 곡부현(曲阜縣)에 있는 공자묘(孔子廟)의 대성전 앞에 소재하고 있는데, 한국에서도 예로부터 공자의 위패를 모시는 문묘(文廟)가 있는 성균관(成均館) 안에 행단(杏壇)을 상징하는 은행나무를 심고 세심하게 관리해왔다.
이번에 서울특별시 기념물 제37호로 지정되는 <성균관 대성전 은행나무>의 경우 동편 나무는 흉고 직경이 2.41m, 서편 나무는 흉고 직경이 2.74m로, 추출된 목편과 흉고직경을 바탕으로 수령을 측정한 결과, 모두 450±50년의 노거수(老巨樹)임이 확인되었다.
성균관의 은행나무와 관련한 역사적 기록을 살펴보면, 『신증동국여지승람』과 『송자대전』에 중종조의 문신인 윤탁(尹倬, 1472~1534)이 행단(杏壇) 제도를 모방하여 두 그루의 은행나무를 강당 앞 뜰에 식재하였다는 기록이 확인되고 있는데, 사료상의 식재된 시점과 측량된 과학적 수령을 종합적으로 살펴볼 때, 상기 사료에서 언급되고 있는 은행나무 2그루가 금번에 시 기념물로 지정하고자 하는 <성균관 대성전 은행나무>인 것으로 추정해 볼 수 있다.
대성전 은행나무와 관련해서는 『승정원일기』나 『숙종실록』 등 실록 기사에서도 대성전의 은행나무의 가지가 부러져 성균관 건물을 손상시킬 때면 국가 차원에서 위안제(慰安祭)를 지내고 성균관 건물들을 보수했다는 사실들이 확인되고 있어 유교적 학문을 닦는 도량을 상징하는 은행나무가 당시 국가적으로 어느 정도 중요한 위상을 가지고 있었고, 또 관리되고 있었는지를 짐작할 수 있게 한다.
대성전 은행나무는 이처럼 역사적 기록에서 그 유래와 역사가 명확히 확인되고 있는 노거수로서 수형도 미려하며 전체적으로 큰 변형이 이루어지지 않아 원형도 잘 유지되고 있으므로 서울특별시 기념물로 지정하여 보존할 가치가 충분하다.

## 참고 자료
- 성균관 대성전 은행나무 - 국가유산청 국가유산포털